# Rhizosphaera kalkhoffii
Rhizosphaera kalkhoffii är en svampart som beskrevs av Bubák 1914. Rhizosphaera kalkhoffii ingår i släktet Rhizosphaera och familjen Venturiaceae.   Inga underarter finns listade i Catalogue of Life.